# Elisabet Martínez
Elisabet Martínez García (Manlleu, Barcelona,13 de junio de 1988), conocida como Eli Martínez, es una exjugadora de élite de rugby y rugby 7 española. Capitana de la Selección Española de Rugby 7 desde los Juegos Olímpicos de Río de Janeiro en 2016, que ganó diploma olímpico.  Lideró a su equipo en el último torneo de calificación olímpica para Río 2016, cuando derrotó a Rusia 19-12 en la final.

## Trayectoria
Desde 2006 hasta 2012 jugó con el equipo universitario las Garrines de la Universidad de Vic. Desde 2008 es jugadora del GEIEG  de Gerona, con un parón en la temporada 2011/2012 cuando jugó con el Richmond FC (Inglaterra).
Es Campeona de Europa de rugby XV  en 2010 y 2013 y Subcampeona de Europa de rugby XV en 2011. También es Campeona de Europa de rugby 7 en 2010 y Subcampeona de Europa de rugby 7 en 2011 y 2012, así como Campeona del Mundo de rugby 7 Universitario en 2010.
Además, cuenta en su palmarés con haber sido tercera en las Series Mundiales de Dubái de rugby 7 en 2012, cuarta del Mundo de rugby 7 en 2013, campeona del campeonato territorial de España con Cataluña en 2014 y campeona de la liga catalana con el GEIEG en la temporada 2013/2014.
Siendo capitana de la selección española de rugby 7 desde los Juegos Olímpicos de Río de Janeiro en 2016, lideró a su equipo en el último torneo de calificación olímpica para Río 2016, derrotando a Rusia 19-12 en la final.
Tras once meses fuera de la competición por una lesión detectada en el Europeo de 2015 y que aguantó hasta finalizar en ciclo olímpico de 2016, volvió a la competición en 2017.
Además de deportista de élite, es licenciada en Ciencias de la Actividad Física y el Deporte y cursa estudios de Psicología.